# Csinghaj
Qinghai (pinjin: Qīnghǎi Shěng, magyar átírás: Csinghaj, kínaiul: 青海; tibetiül: མཚོ་སྔོན་) Kína egyik tartománya, amely a Csinghaj-tó után kapta a nevét. Északkeletről Kanszu, északnyugatról a Hszincsiang-Ujgur Autonóm Terület, délkeletről Szecsuan, délnyugatról pedig a Tibeti Autonóm Terület határolja.

## Történelme
Qinghai csak viszonylag későn vált Kína tartományává. A tartomány nagy része, amelyet a 20. század elejéig hagyományosan Kokonornak hívtak, Külső-Kínában található, és számos etnikum (többek között tibeti, han, mongol és türk) keveredik a területén. A Tang-dinasztia és az azt követő kínai dinasztiák gyakorlatilag ütközőországként használták az egymást követő tibeti dinasztiákkal folytatott háborúkban.
Qinghai a korai Ming-dinasztia irányítása alatt állt.
1724-ig a terület nagy része tibeti uralom alatt állt, ekkor azonban a Csing-dinasztia foglalta el. Miután a Csingek legyőzték a dzsungárokat, a területre a mai Xinjiang tartományból érkező kokonor mongolok otthonává vált (Kokonor Qinghai mongol neve).
1928-ban Qinghai a Kínai Köztársaság tartományává vált. Később Ma Bufang hadúr irányítása alá került, majd 1949-ben a Kínai Népköztársaság tartománya lett.

## Földrajza
Qinghai a Tibeti-fennsík északkeleti részén helyezkedik el. A Sárga-folyó a tartomány középső részén ered, míg a Jangce és a Mekong forrása a délnyugati részén található.
Qinghai átlagos tengerszint feletti magassága 3000 m. A vidék hegyvonulatai magukba foglalják a Tanggula és Kunlun hegységeket. Az átlaghőmérséklete −5 és 8 °C között van, januárban −18 és −7 °C, júliusban 5–21 °C között. Februártól áprilisig rendszerint erős szelek és homokviharok söpörnek végig a területén.
Területét tekintve Qinghai Kína legnagyobb tartománya – leszámítva Tibet, Xinjiang és Belső-Mongólia autonóm területeit, amelyek azonban nem kezelhetők a szó szoros értelmében vett tartományként.
A Csinghaj-tó (Koko Nor) Kína legnagyobb tava.
A Qaidam-medence Qinghai északnyugati részén fekszik, természeti erőforrásokban rendkívül gazdag terület. Körülbelül egyharmad részét sivatag borítja. Tengerszint feletti magassága 2600 és 3300 méter között van.
A Sanjiangyuan Nemzeti Park (vagy „Három Folyó Nemzeti Park”) szintén Qinghaiban található. A nemzeti parkot a három nagy folyó (a Sárga-folyó, a Jangce és a Mekong) felső részének és forrásvidékének védelmében alapították.

## Közigazgatása
Qinghai egy prefektúraszintű városra, egy prefektúrára és hat autonóm prefektúrára van felosztva.
| Térkép | #                       | Név                  | Hanzi                           | Pinjin             | Adminisztratív központ  | Típus |
| ------ | ----------------------- | -------------------- | ------------------------------- | ------------------ | ----------------------- | ----- |
|        |                         |                      |                                 |                    |                         |       |
| 1      | Haixi (Mongol & Tibeti) | 海西蒙古族藏族自治州 | Hǎixī Měnggǔzú Zàngzú Zìzhìzhōu | Delingha           | autonóm prefektúra      |       |
| 2      | Haibei (Tibeti)         | 海北藏族自治州       | Hǎiběi Zàngzú Zìzhìzhōu         | Haiyan megye       | autonóm prefektúra      |       |
| 3      | Xining                  | 西宁市               | Xīníng Shì                      | Chengzhong kerület | prefektúra szintű város |       |
| 4      | Haidong                 | 海东地区             | Hǎidōng Dìqū                    | Ping'an megye      | Prefektúra              |       |
| 5      | Hainan (Tibeti)         | 海南藏族自治州       | Hǎinán Zàngzú Zìzhìzhōu         | Gonghe County      | autonóm prefektúra      |       |
| 6      | Huangnan (Tibeti)       | 黄南藏族自治州       | Huángnán Zàngzú Zìzhìzhōu       | Tongren County     | autonóm prefektúra      |       |
| 7      | Yushu (Tibeti)          | 玉树藏族自治州       | Yùshù Zàngzú Zìzhìzhōu          | Yushu megye        | autonóm prefektúra      |       |
| 8      | Golog (Tibeti)          | 果洛藏族自治州       | Guǒluò Zàngzú Zìzhìzhōu         | Maqên megye        | autonóm prefektúra      |       |

## Népesség
| 2010 | 5 930 000 |
| 2020 | 5 923 957 |

## Fordítás
- Ez a szócikk részben vagy egészben  a   Qinghai című angol Wikipédia-szócikk ezen változatának fordításán alapul.  Az eredeti cikk szerkesztőit annak laptörténete sorolja fel. Ez a jelzés csupán a megfogalmazás eredetét és a szerzői jogokat jelzi, nem szolgál a cikkben szereplő információk forrásmegjelöléseként.